# Embraer EMB 121 Xingu
Embraer EMB 121 Xingu (izg. "Šingu") je dvomotorno turbopropelersko letalo brazislkega proizvajalca Embraer. Uporablja krila od EMB 110 Bandeirante, ima pa nov trup. EMB 121 je prvič poletel 10. oktobra 1976. Septembra 1981 so predstavili modficirano verzijo EMB 121A1 Xingu II z močnejšimi motorji in večjo kapaciteto goriva. 

## Specifikacije (EMB 121A1 Xingu II)
Podatki iz Jane's Civil and Military Aircraft Upgrades 1994-95 
Splošne karakteristike
- Posadka: 2
- Število sedežev: 8 ali 9 potnikov
- Dolžina: 12,25 m (40 ft 2¼ in)
- Razpon kril: 14,05 m (46 ft 1¼ in)
- Višina: 4,84 m (15 ft 10½ in)
- Površina kril: 27,50 m² (296,0 ft²)
- Teža praznega letala: 3500 kg (7716 lb)
- Maks. vzletna teža: 5670 kg (12500 lb)
- Pogon letala: 2 ×  turboprop Pratt & Whitney Canada PT6A-135, 560 kW (750 KM)  vsak

 Zmogljivost 
- Maks. hitrost: 466 km/h (252 vozlov, 290 mph)
- Potovalna hitrost: 380 km/h (205 vozlov, 236 mph)
- Hitrost porušitve vzgona: 141 km/h (76 vozlov, 87 mph (s spuščenimi zakrilci))
- Doseg: 2278 km (1230 nm, 1415 milj)
- Višina leta: 8535 m (28000 ft)
- Hitrost vzpenjanja: 9,1 m/s (1800 ft/min)